# STORY inc.
STORY inc.（ストーリー、登記社名: STORY株式会社）は、東宝の映画プロデューサー、古澤佳寛・川村元気らが2017年9月に設立した、映像作品の企画・製作を行う企業。
2018年3月1日付で同社と業務提携契約を締結し、一部出資を受けている。
映画作品の公式ウェブサイトやエンドロールなどの名義は「STORY inc.」を使用している。

## 概要
日本のアニメーション作品のプロデュースのほか、他国との合作企画ではアニメ・実写とも手がける方針で、2019年には中国に子会社のSTORY CHINAを設立し中国製作の実写映画『唐人街探偵 東京MISSION』の制作にも参加している。
古澤・川村の2名は、東宝株式会社映画企画部に副所属のまま、STORY株式会社 (STORY inc.) へ出向する形をとる。古澤曰く「外に半分出て好き勝手言っている人」という立場をとることで、従来の東宝社内のロジックに捕らわれない、『天気の子』での試写会なし・前売券なし・日本全国同時刻公開や、『君の名は。』地上波放映の際にスポンサーのロゴが入れ替わる、といった柔軟な企画を行えるようになったという（なお、ロゴの入れ替わりは電通からの提案）。

## 作品

### 劇場作品
| 公開年 | タイトル                         | 監督     | アニメーション制作             | 配給                     |
| ------ | -------------------------------- | -------- | ------------------------------ | ------------------------ |
| 2019年 | 天気の子                         | 新海誠   | コミックス・ウェーブ・フィルム | 東宝                     |
| 2019年 | 空の青さを知る人よ               | 長井龍雪 | CloverWorks                    | 東宝                     |
| 2021年 | 唐人街探偵 東京MISSION           | 陳思誠   | N/A                            | アスミック・エース       |
| 2021年 | Adam by Eve: A Live in Animation | 依田伸隆 | N/A                            | Netflix                  |
| 2022年 | バブル                           | 荒木哲郎 | WIT STUDIO                     | ワーナー・ブラザース映画 |
| 2022年 | 百花                             | 川村元気 | N/A                            | 東宝                     |
| 2022年 | すずめの戸締まり                 | 新海誠   | コミックス・ウェーブ・フィルム | 東宝                     |
| 2024年 | 四月になれば彼女は               | 山田智和 | N/A                            | 東宝                     |
| 2024年 | きみの色                         | 山田尚子 | サイエンスSARU                 | 東宝                     |
| 2024年 | ふれる。                         | 長井龍雪 | CloverWorks                    | 東宝・アニプレックス     |
| 2025年 | 8番出口                          | 川村元気 | N/A                            | 東宝                     |

### テレビアニメ
| 放送時期               | タイトル       | 監督 | アニメーション制作               |
| ---------------------- | -------------- | ---- | -------------------------------- |
| 2019年10月 - 2020年3月 | アズールレーン | 天衝 | バイブリーアニメーションスタジオ |

### Webドラマ
| 配信時期  | タイトル                 | 監督     |
| --------- | ------------------------ | -------- |
| 2023年1月 | 舞妓さんちのまかないさん | 是枝裕和 |

### PV
| 配信時期      | タイトル                                           | 監督     | 制作                                  |
| ------------- | -------------------------------------------------- | -------- | ------------------------------------- |
| 2024年7月31日 | コロコロコミック555号記念PV テーマソング「巻物語」 | 依田伸隆 | 10GAUGE、ボンズ（アニメーション制作） |